# Brasilianska självständighetsturneringen
Brasilianska självständighetsturneringen var en 20-lagsturnering i fotboll som spelades i Brasilien under perioden 11 juni-9 juli 1972, till 150-årsminnet av Brasiliens självständighetsförklaring. Den kallades också Minicopa och finale spelades mellan Brasilien och Portugal, på Maracanã Stadium. Brasilien vann med 1-0, efter mål av Jairzinho i 89:e minuten.
Pelé spelade inte längre landskamper för Brasilien, men brasilianarna hade spelare som Jairzinho, Tostão och Roberto Rivelino, vilka spelade bättre än vid VM 1974 i Västtyskland.
Trots Portugals framgångsrika resultat och lag, med spelare som SL Benficas Eusébio, Jaime Graça, José Henrique, Humberto Coelho, Rui Jordão, och Toni, missade laget VM såväl VM 1974 i Västtyskland som VM 1978 i Argentina, och turneringen var portugisernas största framgång fram till EM 1984 i Frankrike.

## Nationer
Började i första gruppspelet
| - Argentina - Bolivia - Caf - Chile - Colombia | - Concacaf - Ecuador - Frankrike - Iran - Irland | - Jugoslavien - Paraguay - Peru - Portugal - Venezuela |

Började i andra gruppspelet
| - Brasilien - Skottland - Sovjetunionen | - Tjeckoslovakien - Uruguay |  |

## Första gruppspelet

### Grupp A
| Nr | Lag       | S | V | O | F | GM | IM | MS  | P |
| -- | --------- | - | - | - | - | -- | -- | --- | - |
| 1  | Argentina | 4 | 3 | 1 | 0 | 13 | 1  | +12 | 7 |
| 2  | Frankrike | 4 | 3 | 1 | 0 | 10 | 2  | +8  | 7 |
| 3  | Caf       | 4 | 1 | 1 | 2 | 3  | 4  | −1  | 3 |
| 4  | Colombia  | 4 | 1 | 0 | 3 | 7  | 13 | −6  | 2 |
| 5  | Concacaf  | 4 | 0 | 1 | 3 | 3  | 16 | −13 | 1 |

|      | 11 juni 1972 | Argentina                                   | 2 – 0           | Caf | Batistão                                                     |                                                              |
| UTC− | UTC−         | Rodolfo Fischer 40′ Ernesto Mastrángelo 42′ | (1 – 0) Rapport |     | Aracaju Publik: 12 826 Domare: José Faville Neto (Brasilien) | Aracaju Publik: 12 826 Domare: José Faville Neto (Brasilien) |
| UTC− | UTC−         |                                             |                 |     | Aracaju Publik: 12 826 Domare: José Faville Neto (Brasilien) | Aracaju Publik: 12 826 Domare: José Faville Neto (Brasilien) |
| UTC− | UTC−         |                                             |                 |     | Aracaju Publik: 12 826 Domare: José Faville Neto (Brasilien) | Aracaju Publik: 12 826 Domare: José Faville Neto (Brasilien) |

|      | 11 juni 1972 | Frankrike                                                                 | 5 – 0           | Concacaf | Estádio Fonte Nova                                              |                                                                 |
| UTC− | UTC−         | Georges Bereta 35′ Hervé Revelli 60′, 66′, 84′ Fernando Bulnes 80′ (sjm.) | (3 – 0) Rapport |          | Salvador Publik: 21 422 Domare: Kurt Tschenscher (Västtyskland) | Salvador Publik: 21 422 Domare: Kurt Tschenscher (Västtyskland) |
| UTC− | UTC−         |                                                                           |                 |          | Salvador Publik: 21 422 Domare: Kurt Tschenscher (Västtyskland) | Salvador Publik: 21 422 Domare: Kurt Tschenscher (Västtyskland) |
| UTC− | UTC−         |                                                                           |                 |          | Salvador Publik: 21 422 Domare: Kurt Tschenscher (Västtyskland) | Salvador Publik: 21 422 Domare: Kurt Tschenscher (Västtyskland) |

|      | 14 juni 1972 | Frankrike                            | 2 – 0           | Caf | Estádio Rei Pelé                                            |                                                             |
| UTC− | UTC−         | Bernard Blanchet 35′ Louis Floch 83′ | (1 – 0) Rapport |     | Maceió Publik: 10 000 Domare: José Faville Neto (Brasilien) | Maceió Publik: 10 000 Domare: José Faville Neto (Brasilien) |
| UTC− | UTC−         |                                      |                 |     | Maceió Publik: 10 000 Domare: José Faville Neto (Brasilien) | Maceió Publik: 10 000 Domare: José Faville Neto (Brasilien) |
| UTC− | UTC−         |                                      |                 |     | Maceió Publik: 10 000 Domare: José Faville Neto (Brasilien) | Maceió Publik: 10 000 Domare: José Faville Neto (Brasilien) |

|      | 14 juni 1972 | Colombia                                                  | 4 – 3           | Concacaf                                    | Batistão                                                     |                                                              |
| UTC− | UTC−         | Hernando Pineros 13′ Carlos Lugo 15′, 17′ Jaime Morón 77′ | (3 – 1) Rapport | 38′, 59′ Edwin Reiner 64′ Jean-Claude Désir | Aracaju Publik: 7 642 Domare: Rafael Hormazábal Diaz (Chile) | Aracaju Publik: 7 642 Domare: Rafael Hormazábal Diaz (Chile) |
| UTC− | UTC−         |                                                           |                 |                                             | Aracaju Publik: 7 642 Domare: Rafael Hormazábal Diaz (Chile) | Aracaju Publik: 7 642 Domare: Rafael Hormazábal Diaz (Chile) |
| UTC− | UTC−         |                                                           |                 |                                             | Aracaju Publik: 7 642 Domare: Rafael Hormazábal Diaz (Chile) | Aracaju Publik: 7 642 Domare: Rafael Hormazábal Diaz (Chile) |

|      | 18 juni 1972 | Argentina                                                                | 7 – 0           | Concacaf | Estádio Rei Pelé                                       |                                                        |
| UTC− | UTC−         | Oscar Más 12′, 65′ Rodolfo Fischer 26′, 68′, 81′, 86′ Carlos Bianchi 70′ | (2 – 0) Rapport |          | Maceió Publik: 8 587 Domare: Paul Schiller (Österrike) | Maceió Publik: 8 587 Domare: Paul Schiller (Österrike) |
| UTC− | UTC−         |                                                                          |                 |          | Maceió Publik: 8 587 Domare: Paul Schiller (Österrike) | Maceió Publik: 8 587 Domare: Paul Schiller (Österrike) |
| UTC− | UTC−         |                                                                          |                 |          | Maceió Publik: 8 587 Domare: Paul Schiller (Österrike) | Maceió Publik: 8 587 Domare: Paul Schiller (Österrike) |

|      | 18 juni 1972 | Colombia                                     | 2 – 3           | Frankrike                                      | Estádio Fonte Nova                                            |                                                               |
| UTC− | UTC−         | Hernando Piñeros 23′ (str.) Orlando Mesa 82′ | (1 – 2) Rapport | 30′, 72′ Charly Loubet 33′ (str.) Marc Molitor | Salvador Publik: 10 000 Domare: Ángel Eduardo Pazos (Uruguay) | Salvador Publik: 10 000 Domare: Ángel Eduardo Pazos (Uruguay) |
| UTC− | UTC−         |                                              |                 |                                                | Salvador Publik: 10 000 Domare: Ángel Eduardo Pazos (Uruguay) | Salvador Publik: 10 000 Domare: Ángel Eduardo Pazos (Uruguay) |
| UTC− | UTC−         |                                              |                 |                                                | Salvador Publik: 10 000 Domare: Ángel Eduardo Pazos (Uruguay) | Salvador Publik: 10 000 Domare: Ángel Eduardo Pazos (Uruguay) |

|      | 22 juni 1972 | Concacaf | 0 – 0   | Caf | Estádio Fonte Nova                                       |                                                          |
| UTC− | UTC−         |          | Rapport |     | Salvador Publik: 1 928 Domare: Édison Pérez Nuñez (Peru) | Salvador Publik: 1 928 Domare: Édison Pérez Nuñez (Peru) |
| UTC− | UTC−         |          |         |     | Salvador Publik: 1 928 Domare: Édison Pérez Nuñez (Peru) | Salvador Publik: 1 928 Domare: Édison Pérez Nuñez (Peru) |
| UTC− | UTC−         |          |         |     | Salvador Publik: 1 928 Domare: Édison Pérez Nuñez (Peru) | Salvador Publik: 1 928 Domare: Édison Pérez Nuñez (Peru) |

|      | 22 juni 1972 | Argentina                                     | 4 – 1           | Colombia        | Salvador                                                                  |                                                                           |
| UTC− | UTC−         | Carlos Bianchi 17′, 49′, 62′ Ángel Vargas 60′ | (1 – 0) Rapport | 68′ Jaime Morón | Estádio Fonte Nova Publik: 10 000 Domare: Kurt Tschenscher (Västtyskland) | Estádio Fonte Nova Publik: 10 000 Domare: Kurt Tschenscher (Västtyskland) |
| UTC− | UTC−         |                                               |                 |                 | Estádio Fonte Nova Publik: 10 000 Domare: Kurt Tschenscher (Västtyskland) | Estádio Fonte Nova Publik: 10 000 Domare: Kurt Tschenscher (Västtyskland) |
| UTC− | UTC−         |                                               |                 |                 | Estádio Fonte Nova Publik: 10 000 Domare: Kurt Tschenscher (Västtyskland) | Estádio Fonte Nova Publik: 10 000 Domare: Kurt Tschenscher (Västtyskland) |

|      | 25 juni 1972 | Caf                                          | 3 – 0           | Colombia | Estádio Fonte Nova                                           |                                                              |
| UTC− | UTC−         | Laurent Pokou 8′ Jean-Pierre Tokoto 39′, 55′ | (2 – 0) Rapport |          | Salvador Publik: 10 579 Domare: José Romei Cañete (Paraguay) | Salvador Publik: 10 579 Domare: José Romei Cañete (Paraguay) |
| UTC− | UTC−         |                                              |                 |          | Salvador Publik: 10 579 Domare: José Romei Cañete (Paraguay) | Salvador Publik: 10 579 Domare: José Romei Cañete (Paraguay) |
| UTC− | UTC−         |                                              |                 |          | Salvador Publik: 10 579 Domare: José Romei Cañete (Paraguay) | Salvador Publik: 10 579 Domare: José Romei Cañete (Paraguay) |

|      | 25 juni 1972 | Argentina | 0 – 0   | Frankrike | Estádio Fonte Nova                                         |                                                            |
| UTC− | UTC−         |           | Rapport |           | Salvador Publik: 6 587 Domare: Armando Marques (Brasilien) | Salvador Publik: 6 587 Domare: Armando Marques (Brasilien) |
| UTC− | UTC−         |           |         |           | Salvador Publik: 6 587 Domare: Armando Marques (Brasilien) | Salvador Publik: 6 587 Domare: Armando Marques (Brasilien) |
| UTC− | UTC−         |           |         |           | Salvador Publik: 6 587 Domare: Armando Marques (Brasilien) | Salvador Publik: 6 587 Domare: Armando Marques (Brasilien) |

### Grupp B
| Nr | Lag      | S | V | O | F | GM | IM | MS  | P |
| -- | -------- | - | - | - | - | -- | -- | --- | - |
| 1  | Portugal | 4 | 4 | 0 | 0 | 12 | 2  | +10 | 8 |
| 2  | Chile    | 4 | 3 | 0 | 1 | 7  | 7  | 0   | 6 |
| 3  | Irland   | 4 | 2 | 0 | 2 | 7  | 7  | 0   | 4 |
| 4  | Ecuador  | 4 | 0 | 1 | 3 | 4  | 9  | −5  | 1 |
| 5  | Iran     | 4 | 0 | 1 | 3 | 3  | 8  | −5  | 1 |

|      | 11 juni 1972 | Portugal                                         | 3 – 0           | Ecuador | Machadão                                          |                                                   |
| UTC− | UTC−         | Eusébio 36′ Joaquim Dinis 59′ Tamagnini Nené 75′ | (1 – 0) Rapport |         | Natal Domare: Norberto Angel Coerezza (Argentina) | Natal Domare: Norberto Angel Coerezza (Argentina) |
| UTC− | UTC−         |                                                  |                 |         | Natal Domare: Norberto Angel Coerezza (Argentina) | Natal Domare: Norberto Angel Coerezza (Argentina) |
| UTC− | UTC−         |                                                  |                 |         | Natal Domare: Norberto Angel Coerezza (Argentina) | Natal Domare: Norberto Angel Coerezza (Argentina) |

|      | 11 juni 1972 | Irland                        | 2 – 1           | Iran                    | Estádio do Arruda                                        |                                                          |
| UTC− | UTC−         | Mick Leech 57′ Don Givens 74′ | (0 – 1) Rapport | 10′ Parviz Ghelichkhani | Recife Publik: 10 500 Domare: Aurelio Angonese (Italien) | Recife Publik: 10 500 Domare: Aurelio Angonese (Italien) |
| UTC− | UTC−         |                               |                 |                         | Recife Publik: 10 500 Domare: Aurelio Angonese (Italien) | Recife Publik: 10 500 Domare: Aurelio Angonese (Italien) |
| UTC− | UTC−         |                               |                 |                         | Recife Publik: 10 500 Domare: Aurelio Angonese (Italien) | Recife Publik: 10 500 Domare: Aurelio Angonese (Italien) |

|      | 14 juni 1972 | Portugal                                          | 3 – 0           | Iran | Estádio do Arruda                                                    |                                                                      |
| UTC− | UTC−         | Eusébio 13′ Joaquim Dinis 31′ Humberto Coelho 72′ | (2 – 0) Rapport |      | Recife Publik: 12 000 Domare: Guillermo Velásquez Ramirez (Colombia) | Recife Publik: 12 000 Domare: Guillermo Velásquez Ramirez (Colombia) |
| UTC− | UTC−         |                                                   |                 |      | Recife Publik: 12 000 Domare: Guillermo Velásquez Ramirez (Colombia) | Recife Publik: 12 000 Domare: Guillermo Velásquez Ramirez (Colombia) |
| UTC− | UTC−         |                                                   |                 |      | Recife Publik: 12 000 Domare: Guillermo Velásquez Ramirez (Colombia) | Recife Publik: 12 000 Domare: Guillermo Velásquez Ramirez (Colombia) |

|      | 14 juni 1972 | Chile                               | 2 – 1   | Ecuador             | Machadão                                       |                                                |
| UTC− | UTC−         | Carlos Caszely ?′ Julio Crisosto ?′ | Rapport | ?′ Félix LassoLasso | Natal Domare: Romualdo Arppi Filho (Brasilien) | Natal Domare: Romualdo Arppi Filho (Brasilien) |
| UTC− | UTC−         |                                     |         |                     | Natal Domare: Romualdo Arppi Filho (Brasilien) | Natal Domare: Romualdo Arppi Filho (Brasilien) |
| UTC− | UTC−         |                                     |         |                     | Natal Domare: Romualdo Arppi Filho (Brasilien) | Natal Domare: Romualdo Arppi Filho (Brasilien) |

|      | 18 juni 1972 | Portugal                                               | 4 – 1           | Chile              | Estádio do Arruda                         |                                           |
| UTC− | UTC−         | Humberto Coelho 14′ Joaquim Dinis 54′, 66′ Eusébio 71′ | (1 – 0) Rapport | 56′ Carlos Caszely | Recife Domare: Aurelio Angonese (Italien) | Recife Domare: Aurelio Angonese (Italien) |
| UTC− | UTC−         |                                                        |                 |                    | Recife Domare: Aurelio Angonese (Italien) | Recife Domare: Aurelio Angonese (Italien) |
| UTC− | UTC−         |                                                        |                 |                    | Recife Domare: Aurelio Angonese (Italien) | Recife Domare: Aurelio Angonese (Italien) |

|      | 18 juni 1972 | Irland                                                 | 3 – 2           | Ecuador                            | Machadão                                     |                                              |
| UTC− | UTC−         | Eamonn Rogers 2′ Mick Martin 61′ Turlough O'Connor 86′ | (1 – 1) Rapport | 36′ Miguel Coronel 78′ Félix Lasso | Natal Domare: Michael Kitabdjian (Frankrike) | Natal Domare: Michael Kitabdjian (Frankrike) |
| UTC− | UTC−         |                                                        |                 |                                    | Natal Domare: Michael Kitabdjian (Frankrike) | Natal Domare: Michael Kitabdjian (Frankrike) |
| UTC− | UTC−         |                                                        |                 |                                    | Natal Domare: Michael Kitabdjian (Frankrike) | Natal Domare: Michael Kitabdjian (Frankrike) |

|      | 21 juni 1972 | Ecuador         | 1 – 1           | Iran                    | Estádio do Arruda                                         |                                                           |
| UTC− | UTC−         | Félix Lasso 15′ | (1 – 1) Rapport | 36′ Parviz Ghelichkhani | Recife Publik: 5 000 Domare: Sebastião Rufino (Brasilien) | Recife Publik: 5 000 Domare: Sebastião Rufino (Brasilien) |
| UTC− | UTC−         |                 |                 |                         | Recife Publik: 5 000 Domare: Sebastião Rufino (Brasilien) | Recife Publik: 5 000 Domare: Sebastião Rufino (Brasilien) |
| UTC− | UTC−         |                 |                 |                         | Recife Publik: 5 000 Domare: Sebastião Rufino (Brasilien) | Recife Publik: 5 000 Domare: Sebastião Rufino (Brasilien) |

|      | 21 juni 1972 | Chile                                    | 2 – 1           | Irland            | Estádio do Arruda                               |                                                 |
| UTC− | UTC−         | Carlos Caszely 16′ Alberto Fouilloux 25′ | (2 – 0) Rapport | 79′ Eamonn Rogers | Recife Domare: Romualdo Arppi Filho (Brasilien) | Recife Domare: Romualdo Arppi Filho (Brasilien) |
| UTC− | UTC−         |                                          |                 |                   | Recife Domare: Romualdo Arppi Filho (Brasilien) | Recife Domare: Romualdo Arppi Filho (Brasilien) |
| UTC− | UTC−         |                                          |                 |                   | Recife Domare: Romualdo Arppi Filho (Brasilien) | Recife Domare: Romualdo Arppi Filho (Brasilien) |

|      | 25 juni 1972 | Chile                   | 2 – 1           | Iran              | Estádio do Arruda                                            |                                                              |
| UTC− | UTC−         | Carlos Caszely 50′, 79′ | (0 – 0) Rapport | 85′ Majid Halvaei | Recife Publik: 15 000 Domare: Michael Kitabdjian (Frankrike) | Recife Publik: 15 000 Domare: Michael Kitabdjian (Frankrike) |
| UTC− | UTC−         |                         |                 |                   | Recife Publik: 15 000 Domare: Michael Kitabdjian (Frankrike) | Recife Publik: 15 000 Domare: Michael Kitabdjian (Frankrike) |
| UTC− | UTC−         |                         |                 |                   | Recife Publik: 15 000 Domare: Michael Kitabdjian (Frankrike) | Recife Publik: 15 000 Domare: Michael Kitabdjian (Frankrike) |

|      | 25 juni 1972 | Portugal                              | 2 – 1           | Irland         | Estádio do Arruda                                  |                                                    |
| UTC− | UTC−         | Fernando Peres 35′ Tamagnini Nené 37′ | (2 – 1) Rapport | 38′ Mick Leech | Recife Domare: Norberto Ángel Coerezza (Argentina) | Recife Domare: Norberto Ángel Coerezza (Argentina) |
| UTC− | UTC−         |                                       |                 |                | Recife Domare: Norberto Ángel Coerezza (Argentina) | Recife Domare: Norberto Ángel Coerezza (Argentina) |
| UTC− | UTC−         |                                       |                 |                | Recife Domare: Norberto Ángel Coerezza (Argentina) | Recife Domare: Norberto Ángel Coerezza (Argentina) |

### Grupp C
| Nr | Lag         | S | V | O | F | GM | IM | MS  | P |
| -- | ----------- | - | - | - | - | -- | -- | --- | - |
| 1  | Jugoslavien | 4 | 3 | 1 | 0 | 15 | 3  | +12 | 7 |
| 2  | Paraguay    | 4 | 3 | 0 | 1 | 12 | 4  | +8  | 6 |
| 3  | Peru        | 4 | 2 | 0 | 2 | 5  | 3  | +2  | 4 |
| 4  | Bolivia     | 4 | 0 | 2 | 2 | 4  | 12 | −8  | 2 |
| 5  | Venezuela   | 4 | 0 | 1 | 3 | 3  | 17 | −14 | 1 |

|      | 11 juni 1972 | Peru                                                           | 3 – 0           | Bolivia | Estádio Couto Pereira                         |                                               |
| UTC− | UTC−         | Alberto Gallardo 7′ (str.) Hernán Castañeda 16′ Hugo Sotil 31′ | (3 – 0) Rapport |         | Curitiba Domare: Edwin Keith Walker (England) | Curitiba Domare: Edwin Keith Walker (England) |
| UTC− | UTC−         |                                                                |                 |         | Curitiba Domare: Edwin Keith Walker (England) | Curitiba Domare: Edwin Keith Walker (England) |
| UTC− | UTC−         |                                                                |                 |         | Curitiba Domare: Edwin Keith Walker (England) | Curitiba Domare: Edwin Keith Walker (England) |

|      | 11 juni 1972 | Paraguay                                                              | 4 – 1           | Venezuela             | Morenão                                     |                                             |
| UTC− | UTC−         | Lorenzo Jiménez 2′ Adalberto Escobar 11′ Cristóbal Maldonado 13′, 37′ | (4 – 1) Rapport | 26′ Asdrúbal Olivares | Campo Grande Domare: George Lamptey (Ghana) | Campo Grande Domare: George Lamptey (Ghana) |
| UTC− | UTC−         |                                                                       |                 |                       | Campo Grande Domare: George Lamptey (Ghana) | Campo Grande Domare: George Lamptey (Ghana) |
| UTC− | UTC−         |                                                                       |                 |                       | Campo Grande Domare: George Lamptey (Ghana) | Campo Grande Domare: George Lamptey (Ghana) |

|      | 14 juni 1972 | Jugoslavien | 10 – 00         | Venezuela | Estádio Couto Pereira                                 |                                                       |
| UTC− | UTC−         | Dušan Bajević 5′, 7′, 48′, 68′, 74′ Dragan Džajić 20′ Jovan Aćimović 37′ Danilo Popivoda 44′ Dragoslav Stepanović 51′ Josip Katalinski 54′ | (5 – 0) Rapport |           | Curitiba Publik: 5 000 Domare: Ove Dahlberg (Sverige) | Curitiba Publik: 5 000 Domare: Ove Dahlberg (Sverige) |
| UTC− | UTC−         | |                 |           | Curitiba Publik: 5 000 Domare: Ove Dahlberg (Sverige) | Curitiba Publik: 5 000 Domare: Ove Dahlberg (Sverige) |
| UTC− | UTC−         | |                 |           | Curitiba Publik: 5 000 Domare: Ove Dahlberg (Sverige) | Curitiba Publik: 5 000 Domare: Ove Dahlberg (Sverige) |

|      | 14 juni 1972 | Paraguay          | 1 – 0           | Peru | Morenão                                     |                                             |
| UTC− | UTC−         | Tiberio Godoy 89′ | (0 – 0) Rapport |      | Campo Grande Domare: Abraham Klein (Israel) | Campo Grande Domare: Abraham Klein (Israel) |
| UTC− | UTC−         |                   |                 |      | Campo Grande Domare: Abraham Klein (Israel) | Campo Grande Domare: Abraham Klein (Israel) |
| UTC− | UTC−         |                   |                 |      | Campo Grande Domare: Abraham Klein (Israel) | Campo Grande Domare: Abraham Klein (Israel) |

|      | 18 juni 1972 | Jugoslavien          | 1 – 1           | Bolivia            | Morenão                                                    |                                                            |
| UTC− | UTC−         | Josip Katalinski 32′ | (1 – 0) Rapport | 78′ Mario Pariente | Campo Grande Publik: 15 000 Domare: Abraham Klein (Israel) | Campo Grande Publik: 15 000 Domare: Abraham Klein (Israel) |
| UTC− | UTC−         |                      |                 |                    | Campo Grande Publik: 15 000 Domare: Abraham Klein (Israel) | Campo Grande Publik: 15 000 Domare: Abraham Klein (Israel) |
| UTC− | UTC−         |                      |                 |                    | Campo Grande Publik: 15 000 Domare: Abraham Klein (Israel) | Campo Grande Publik: 15 000 Domare: Abraham Klein (Israel) |

|      | 18 juni 1972 | Peru                | 1 – 0           | Venezuela | Vivaldão                                        |                                                 |
| UTC− | UTC−         | Oswaldo Ramírez 65′ | (0 – 0) Rapport |           | Manaus Domare: Arnaldo Cézar Coelho (Brasilien) | Manaus Domare: Arnaldo Cézar Coelho (Brasilien) |
| UTC− | UTC−         |                     |                 |           | Manaus Domare: Arnaldo Cézar Coelho (Brasilien) | Manaus Domare: Arnaldo Cézar Coelho (Brasilien) |
| UTC− | UTC−         |                     |                 |           | Manaus Domare: Arnaldo Cézar Coelho (Brasilien) | Manaus Domare: Arnaldo Cézar Coelho (Brasilien) |

|      | 21 juni 1972 | Venezuela                          | 2 – 2           | Bolivia                             | Vivaldão                              |                                       |
| UTC− | UTC−         | Ramón Iriarte 15′ Luis Mendoza 49′ | (1 – 1) Rapport | 5′ Jaime Rimazza 57′ Ramiro Blacutt | Manaus Domare: Oei Poh Hwa (Malaysia) | Manaus Domare: Oei Poh Hwa (Malaysia) |
| UTC− | UTC−         |                                    |                 |                                     | Manaus Domare: Oei Poh Hwa (Malaysia) | Manaus Domare: Oei Poh Hwa (Malaysia) |
| UTC− | UTC−         |                                    |                 |                                     | Manaus Domare: Oei Poh Hwa (Malaysia) | Manaus Domare: Oei Poh Hwa (Malaysia) |

|      | 22 juni 1972 | Jugoslavien            | 2 – 1           | Paraguay              | Vivaldão                                             |                                                      |
| UTC− | UTC−         | Dušan Bajević 50′, 86′ | (0 – 1) Rapport | 17′ Adalberto Escobar | Manaus Publik: 25 000 Domare: Abraham Klein (Israel) | Manaus Publik: 25 000 Domare: Abraham Klein (Israel) |
| UTC− | UTC−         |                        |                 |                       | Manaus Publik: 25 000 Domare: Abraham Klein (Israel) | Manaus Publik: 25 000 Domare: Abraham Klein (Israel) |
| UTC− | UTC−         |                        |                 |                       | Manaus Publik: 25 000 Domare: Abraham Klein (Israel) | Manaus Publik: 25 000 Domare: Abraham Klein (Israel) |

|      | 25 juni 1972 | Paraguay                                                                         | 6 – 1           | Bolivia                  | Vivaldão                                        |                                                 |
| UTC− | UTC−         | Cristóbal Maldonado 7′, 67′ Saturnino Arrúa 57′, 59′, 67′ Emigdio dos Santos 86′ | (1 – 0) Rapport | 63′ (sjm.) Pedro Molinas | Manaus Domare: Arnaldo Cézar Coelho (Brasilien) | Manaus Domare: Arnaldo Cézar Coelho (Brasilien) |
| UTC− | UTC−         |                                                                                  |                 |                          | Manaus Domare: Arnaldo Cézar Coelho (Brasilien) | Manaus Domare: Arnaldo Cézar Coelho (Brasilien) |
| UTC− | UTC−         |                                                                                  |                 |                          | Manaus Domare: Arnaldo Cézar Coelho (Brasilien) | Manaus Domare: Arnaldo Cézar Coelho (Brasilien) |

|      | 25 juni 1972 | Jugoslavien           | 2 – 1           | Peru                | Vivaldão                                                          |                                                                   |
| UTC− | UTC−         | Dušan Bajević 4′, 37′ | (2 – 1) Rapport | 11′ Oswaldo Ramírez | Manaus Publik: 20 000 Domare: Alfonso González Archundía (Mexiko) | Manaus Publik: 20 000 Domare: Alfonso González Archundía (Mexiko) |
| UTC− | UTC−         |                       |                 |                     | Manaus Publik: 20 000 Domare: Alfonso González Archundía (Mexiko) | Manaus Publik: 20 000 Domare: Alfonso González Archundía (Mexiko) |
| UTC− | UTC−         |                       |                 |                     | Manaus Publik: 20 000 Domare: Alfonso González Archundía (Mexiko) | Manaus Publik: 20 000 Domare: Alfonso González Archundía (Mexiko) |

## Andra gruppspelet

### Grupp A
| Nr | Lag             | S | V | O | F | GM | IM | MS | P |
| -- | --------------- | - | - | - | - | -- | -- | -- | - |
| 1  | Brasilien       | 3 | 2 | 1 | 0 | 4  | 0  | +4 | 5 |
| 2  | Jugoslavien     | 3 | 1 | 1 | 1 | 4  | 6  | −2 | 3 |
| 3  | Skottland       | 3 | 0 | 2 | 1 | 2  | 3  | −1 | 2 |
| 4  | Tjeckoslovakien | 3 | 0 | 2 | 1 | 1  | 2  | −1 | 2 |

|      | 28 juni 1972 | Brasilien | 0 – 0   | Tjeckoslovakien | Maracanã                                                               |                                                                        |
| UTC− | UTC−         |           | Rapport |                 | Rio de Janeiro Publik: 115 000 Domare: Kurt Tschenscher (Västtyskland) | Rio de Janeiro Publik: 115 000 Domare: Kurt Tschenscher (Västtyskland) |
| UTC− | UTC−         |           |         |                 | Rio de Janeiro Publik: 115 000 Domare: Kurt Tschenscher (Västtyskland) | Rio de Janeiro Publik: 115 000 Domare: Kurt Tschenscher (Västtyskland) |
| UTC− | UTC−         |           |         |                 | Rio de Janeiro Publik: 115 000 Domare: Kurt Tschenscher (Västtyskland) | Rio de Janeiro Publik: 115 000 Domare: Kurt Tschenscher (Västtyskland) |

|      | 29 juni 1972 | Skottland       | 2 – 2           | Jugoslavien                                | Mineirão                                                                 |                                                                          |
| UTC− | UTC−         | Macari 39′, 63′ | (1 – 0) Rapport | 60′ Dušan Bajević 87′ (sjm.) Martin Buchan | Belo Horizonte Publik: 4 000 Domare: Norberto Ángel Coerezza (Argentina) | Belo Horizonte Publik: 4 000 Domare: Norberto Ángel Coerezza (Argentina) |
| UTC− | UTC−         |                 |                 |                                            | Belo Horizonte Publik: 4 000 Domare: Norberto Ángel Coerezza (Argentina) | Belo Horizonte Publik: 4 000 Domare: Norberto Ángel Coerezza (Argentina) |
| UTC− | UTC−         |                 |                 |                                            | Belo Horizonte Publik: 4 000 Domare: Norberto Ángel Coerezza (Argentina) | Belo Horizonte Publik: 4 000 Domare: Norberto Ángel Coerezza (Argentina) |

|      | 2 July 1972 | Brasilien                       | 3 – 0           | Jugoslavien | Estádio do Morumbi                                       |                                                          |
| UTC− | UTC−        | Leivinha 22′, 25′ Jairzinho 65′ | (2 – 0) Rapport |             | São Paulo Publik: 100 000 Domare: Ove Dahlberg (Sverige) | São Paulo Publik: 100 000 Domare: Ove Dahlberg (Sverige) |
| UTC− | UTC−        |                                 |                 |             | São Paulo Publik: 100 000 Domare: Ove Dahlberg (Sverige) | São Paulo Publik: 100 000 Domare: Ove Dahlberg (Sverige) |
| UTC− | UTC−        |                                 |                 |             | São Paulo Publik: 100 000 Domare: Ove Dahlberg (Sverige) | São Paulo Publik: 100 000 Domare: Ove Dahlberg (Sverige) |

|      | 2 juli 1972 | Skottland | 0 – 0   | Tjeckoslovakien | Estádio Beira-Rio                                               |                                                                 |
| UTC− | UTC−        |           | Rapport |                 | Porto Alegre Publik: 15 000 Domare: Armando Marques (Brasilien) | Porto Alegre Publik: 15 000 Domare: Armando Marques (Brasilien) |
| UTC− | UTC−        |           |         |                 | Porto Alegre Publik: 15 000 Domare: Armando Marques (Brasilien) | Porto Alegre Publik: 15 000 Domare: Armando Marques (Brasilien) |
| UTC− | UTC−        |           |         |                 | Porto Alegre Publik: 15 000 Domare: Armando Marques (Brasilien) | Porto Alegre Publik: 15 000 Domare: Armando Marques (Brasilien) |

|      | 5 juli 1972 | Brasilien     | 1 – 0           | Skottland | Maracanã                                                      |                                                               |
| UTC− | UTC−        | Jairzinho 82′ | (0 – 0) Rapport |           | Rio de Janeiro Publik: 130 000 Domare: Abraham Klein (Israel) | Rio de Janeiro Publik: 130 000 Domare: Abraham Klein (Israel) |
| UTC− | UTC−        |               |                 |           | Rio de Janeiro Publik: 130 000 Domare: Abraham Klein (Israel) | Rio de Janeiro Publik: 130 000 Domare: Abraham Klein (Israel) |
| UTC− | UTC−        |               |                 |           | Rio de Janeiro Publik: 130 000 Domare: Abraham Klein (Israel) | Rio de Janeiro Publik: 130 000 Domare: Abraham Klein (Israel) |

|      | 6 juli 1972 | Jugoslavien                         | 2 – 1           | Tjeckoslovakien    | Estádio do Pacaembu                                         |                                                             |
| UTC− | UTC−        | Dušan Bajević 19′ Dragan Džajić 77′ | (1 – 1) Rapport | 37′ Anton Hrušecký | São Paulo Publik: 3 000 Domare: Armando Marques (Brasilien) | São Paulo Publik: 3 000 Domare: Armando Marques (Brasilien) |
| UTC− | UTC−        |                                     |                 |                    | São Paulo Publik: 3 000 Domare: Armando Marques (Brasilien) | São Paulo Publik: 3 000 Domare: Armando Marques (Brasilien) |
| UTC− | UTC−        |                                     |                 |                    | São Paulo Publik: 3 000 Domare: Armando Marques (Brasilien) | São Paulo Publik: 3 000 Domare: Armando Marques (Brasilien) |

### Grupp B
| Nr | Lag           | S | V | O | F | GM | IM | MS | P |
| -- | ------------- | - | - | - | - | -- | -- | -- | - |
| 1  | Portugal      | 3 | 2 | 1 | 0 | 5  | 2  | +3 | 5 |
| 2  | Argentina     | 3 | 2 | 0 | 1 | 3  | 3  | 0  | 4 |
| 3  | Sovjetunionen | 3 | 1 | 0 | 2 | 1  | 2  | −1 | 2 |
| 4  | Uruguay       | 3 | 0 | 1 | 2 | 1  | 3  | −2 | 1 |

|      | 29 juni 1972 | Sovjetunionen            | 1 – 0           | Uruguay | Estádio do Morumbi                                      |                                                         |
| UTC− | UTC−         | Vladimir Onishchenko 59′ | (0 – 0) Rapport |         | São Paulo Publik: 10 000 Domare: Abraham Klein (Israel) | São Paulo Publik: 10 000 Domare: Abraham Klein (Israel) |
| UTC− | UTC−         |                          |                 |         | São Paulo Publik: 10 000 Domare: Abraham Klein (Israel) | São Paulo Publik: 10 000 Domare: Abraham Klein (Israel) |
| UTC− | UTC−         |                          |                 |         | São Paulo Publik: 10 000 Domare: Abraham Klein (Israel) | São Paulo Publik: 10 000 Domare: Abraham Klein (Israel) |

|      | 29 juni 1972 | Portugal                                         | 3 – 1           | Argentina                 | Maracanã                                            |                                                     |
| UTC− | UTC−         | Adolfo Calisto 36′ Eusébio 45′ Joaquim Dinis 47′ | (2 – 1) Rapport | 29′ Miguel Ángel Brindisi | Rio de Janeiro Domare: Edwin Keith Walker (England) | Rio de Janeiro Domare: Edwin Keith Walker (England) |
| UTC− | UTC−         |                                                  |                 |                           | Rio de Janeiro Domare: Edwin Keith Walker (England) | Rio de Janeiro Domare: Edwin Keith Walker (England) |
| UTC− | UTC−         |                                                  |                 |                           | Rio de Janeiro Domare: Edwin Keith Walker (England) | Rio de Janeiro Domare: Edwin Keith Walker (England) |

|      | 2 juli 1972 | Uruguay            | 1 – 1           | Portugal        | Maracanã                                                        |                                                                 |
| UTC− | UTC−        | Ricardo Pavoni 20′ | (1 – 0) Rapport | 46′ Jaime Graça | Rio de Janeiro Publik: 50 000 Domare: Rudolf Scheurer (Schweiz) | Rio de Janeiro Publik: 50 000 Domare: Rudolf Scheurer (Schweiz) |
| UTC− | UTC−        |                    |                 |                 | Rio de Janeiro Publik: 50 000 Domare: Rudolf Scheurer (Schweiz) | Rio de Janeiro Publik: 50 000 Domare: Rudolf Scheurer (Schweiz) |
| UTC− | UTC−        |                    |                 |                 | Rio de Janeiro Publik: 50 000 Domare: Rudolf Scheurer (Schweiz) | Rio de Janeiro Publik: 50 000 Domare: Rudolf Scheurer (Schweiz) |

|      | 2 juli 1972 | Argentina               | 1 – 0           | Sovjetunionen | Mineirão                                                                  |                                                                           |
| UTC− | UTC−        | José Omar Pastoriza 75′ | (0 – 0) Rapport |               | Belo Horizonte Publik: 11 000 Domare: Alfonso González Archundía (Mexiko) | Belo Horizonte Publik: 11 000 Domare: Alfonso González Archundía (Mexiko) |
| UTC− | UTC−        |                         |                 |               | Belo Horizonte Publik: 11 000 Domare: Alfonso González Archundía (Mexiko) | Belo Horizonte Publik: 11 000 Domare: Alfonso González Archundía (Mexiko) |
| UTC− | UTC−        |                         |                 |               | Belo Horizonte Publik: 11 000 Domare: Alfonso González Archundía (Mexiko) | Belo Horizonte Publik: 11 000 Domare: Alfonso González Archundía (Mexiko) |

|      | 6 juli 1972 | Portugal       | 1 – 0           | Sovjetunionen | Mineirão                                                              |                                                                       |
| UTC− | UTC−        | Rui Jordão 46′ | (0 – 0) Rapport |               | Belo Horizonte Publik: 12 000 Domare: Kurt Tschenscher (Västtyskland) | Belo Horizonte Publik: 12 000 Domare: Kurt Tschenscher (Västtyskland) |
| UTC− | UTC−        |                |                 |               | Belo Horizonte Publik: 12 000 Domare: Kurt Tschenscher (Västtyskland) | Belo Horizonte Publik: 12 000 Domare: Kurt Tschenscher (Västtyskland) |
| UTC− | UTC−        |                |                 |               | Belo Horizonte Publik: 12 000 Domare: Kurt Tschenscher (Västtyskland) | Belo Horizonte Publik: 12 000 Domare: Kurt Tschenscher (Västtyskland) |

|      | 6 juli 1972 | Argentina     | 1 – 0           | Uruguay | Estádio Beira-Rio                                 |                                                   |
| UTC− | UTC−        | Oscar Más 37′ | (1 – 0) Rapport |         | Porto Alegre Domare: Edwin Keith Walker (England) | Porto Alegre Domare: Edwin Keith Walker (England) |
| UTC− | UTC−        |               |                 |         | Porto Alegre Domare: Edwin Keith Walker (England) | Porto Alegre Domare: Edwin Keith Walker (England) |
| UTC− | UTC−        |               |                 |         | Porto Alegre Domare: Edwin Keith Walker (England) | Porto Alegre Domare: Edwin Keith Walker (England) |

## Slutspel

### Bronsmatch
|      | 9 juli 1972 | Jugoslavien                                                   | 4 – 2           | Argentina                                    | Maracanã                                                         |                                                                  |
| UTC− | UTC−        | Dušan Bajević 26′, 83′ Josip Katalinski 37′ Dragan Džajić 64′ | (2 – 0) Rapport | 58′ (str.), 87′ (str.) Miguel Ángel Brindisi | Rio de Janeiro Publik: 170 000 Domare: Paul Schiller (Österrike) | Rio de Janeiro Publik: 170 000 Domare: Paul Schiller (Österrike) |
| UTC− | UTC−        |                                                               |                 |                                              | Rio de Janeiro Publik: 170 000 Domare: Paul Schiller (Österrike) | Rio de Janeiro Publik: 170 000 Domare: Paul Schiller (Österrike) |
| UTC− | UTC−        |                                                               |                 |                                              | Rio de Janeiro Publik: 170 000 Domare: Paul Schiller (Österrike) | Rio de Janeiro Publik: 170 000 Domare: Paul Schiller (Österrike) |

### Final
|      | 9 juli 1972 | Brasilien     | 1 – 0           | Portugal | Maracanã                                                     |                                                              |
| UTC− | UTC−        | Jairzinho 89′ | (0 – 0) Rapport |          | Rio de Janeiro Publik: 99 138 Domare: Abraham Klein (Israel) | Rio de Janeiro Publik: 99 138 Domare: Abraham Klein (Israel) |
| UTC− | UTC−        |               |                 |          | Rio de Janeiro Publik: 99 138 Domare: Abraham Klein (Israel) | Rio de Janeiro Publik: 99 138 Domare: Abraham Klein (Israel) |
| UTC− | UTC−        |               |                 |          | Rio de Janeiro Publik: 99 138 Domare: Abraham Klein (Israel) | Rio de Janeiro Publik: 99 138 Domare: Abraham Klein (Israel) |

## Skytteligan
13 mål
- Dušan Bajević

5 mål
| - Rodolfo Fischer - Carlos Caszely | - Joaquim Dinis |

4 mål
| - Carlos Bianchi - Cristóbal Maldonado | - Eusébio |

3 mål
| - Miguel Ángel Brindisi - Oscar Más - Jairzinho - Félix Lasso | - Hervé Revelli - Dragan Džajić - Josip Katalinski - Saturnino Arrúa |

2 mål
| - Leivinha - Jean-Pierre Tokoto - Carlos Lugo - Jaime Morón - Hernando Pineros - Edwin Reiner - Charly Loubet - Mick Leech | - Eamonn Rogers - Parviz Ghelichkhani - Adalberto Escobar - Oswaldo Ramírez - Humberto Coelho - Tamagnini Nené - Lou Macari |

1 mål
| - Ernesto Mastrángelo - José Omar Pastoriza - Ángel Vargas - Ramiro Blacutt - Mario Pariente - Jaime Rimazza - Laurent Pokou - Julio Crisosto - Alberto Fouilloux - Orlando Mesa - Jean-Claude Désir - Miguel Coronel - Georges Bereta - Bernard Blanchet - Louis Floch - Marc Molitor - Don Givens - Mick Martin - Turlough O'Connor - Majid Halvaei | - Jovan Acimovic - Danilo Popivoda - Dragoslav Stepanovic - Emigdio dos Santos - Tiberio Godoy - Lorenzo Jiménez - Hernán Castañeda - Alberto Gallardo - Hugo Sotil - Adolfo Calisto - Jaime Graça - Rui Jordão - Fernando Peres - Anton Hrušecký - Vladimir Onishchenko - Ricardo Pavoni - Ramón Iriarte - Luis Mendoza - Asdrúbal Olivares |

Självmål
| - Fernando Bulnes (mot Frankrike) - Pedro Molinas (mot Bolivia) | - Martin Buchan (mot Jugoslavien) |